# آسیب‌شناسی قالی
عوامل آسیب‌رسان به قالی دستبافت از جمله مباحثی است. که در طی سال‌های مختلف مورد توجه بسیاری از کارشناسان فرش بوده‌است. که مطالعه تکامل آن در مورد عوامل آسیب‌رسان به قالی وراه‌های جلوگیری ازآن که دریک تقسیم‌بندی کلی عوامل آسیب‌رسان به فرش دستبافت را به دو گروه جدا تقسیم نمود.
- عوامل آسیب‌رسان زنده شامل (۱-انسان-۲انواع کپک‌ها قارچهاو سایرموجودات ذره بینی۳-انواع حشرات)
- عوامل آسیب‌رسان غیرزنده: (۱-آب وهوا ۲-نور ۳-گرماو رطوبت ۴-عوامل آلوده‌کننده هوا)[۱] براساس زیبایی وارزشمندی قالی باراهکاره‌های محافظت از فرش رامی‌توان‌در نظر گرفت. براساس نظر برخی از خریداران قالی مشرق زمین هرچه فرش کمی کهنه‌گی  داشته باشد. تمایل آن‌ها به خرید زیاد می‌شود. زیرا فرسودگی باعث تعدیل یافتن رنگ هاوگاهی باعث زیاد شدن برق وجلای پرزهای قالی می‌شود.[۲]

## تاریخچه
فرش پازیریک که درسیبری یافته شده مربوط به ۲۵۰۰سال پیش بوده که یه قالی پرزی معروف می‌باشد. که علت اصلی ازبین نرفتن این فرش یخ زدگی آن می‌باشد. اگر این فرش درمعرض پوسیدگی یاحشرات قرار می‌گرفت مطمئناً دوام نمی‌آورد. در کل می‌توان گفت محافظت از قالی دربرابر عوامل آسیب‌رسان به دیدگاه صاحب قالی بستگی دارد.
ارزش قالی مشرق زمین مدل وشکل آن متنوع می‌باشد. اگر قالی از مد افتاده باشد. ارزش آن کاسته و احتیاج به مراقبت ندارد.
مهمترین عوامل آسیب‌رسان زنده به ترتیب اولویت:
انسان
فرش دستبافت که از مهم‌ترین فرش‌ها می‌باشد وانسان به طریق‌های مختلف باعث آسیب‌رسانی به این دستبافته‌ها می‌شود. مثلاً نباید باکفش پر از گل ولای بروی قالی قدم زدزیراورودگل ولای به درون پرز آن‌ها باعث پوسیدگی زود هنگام آن می‌شودوهمچنین مفروش نمودن اتاق‌ها باابعاد فرش مناسب به اندازه اتاق‌ها باعث طول عمربیشتر فرش می‌شود. اگر اتاق‌های کوچک رابافرش‌های بزرگ مفروش کنیم. بخاطر فشاراجسام سنگین وفشاردیوارباعث شکستگی کناره‌های فرش وبرگشتن لبه‌های اضافی آن می‌شود. به هر حال استفادهٔ درست ازفرش درسلامت آن تأثیر دارد.
بررسی عوامل آسیب‌رسان به قالی دستباف از جمله مباحثی است که در طی سالیان اخیر مورد توجه بسیاری از کارشناسان و علافه مندان فرش قرار گرفته‌است و به تدریج به عنوان یکی از مباحث تخصصی و در کنار عناوین مرمت و نگهداری مرمت و نگهداری فرش از جایگاه خاصی برخوردار شده‌است در یک تقسیم‌بندی کلی می‌توان عوامی اصلی آسیب‌رسان فرش به دو گروه تقسیم می‌شوند.
۱- عوامل آسیب‌رسان زنده که مهم‌ترین آن‌ها ۱- انسان ۲- انواع قارچها و کپک‌ها و سایر موجودات ذره بینی، انواع حشرات ۲- عوامل آسیب‌رسان غیر زنده: آب و هوا، نور مواد آلوده‌کننده هوا، گرما و رطوبت را نام برد (انسان می‌تواند به طرق مختلف ناخواسته در آسیب‌رسانی به انواع دست بافته‌ها مؤثر باشد و فرش دستبافته به جهت کاربرد مستقیم از مهم‌ترین آن‌ها است. کاربرد استفاده صحیح قالی از مهم‌ترین نکاتی است که در حفظ و سلامت آن مؤثر واقع شود).
۲- انواع قارچ‌ها و کپک‌ها و سایر موجودات ذره بینی (می‌توان گفت رطوبت مهم‌ترین و اصلی‌ترین عامل رشد موجودات ذره بینی به ویژه قارچ‌ها و کپک‌ها است همانگونه که میدانیم قالی دستباف ترکیبی از ۳ نوع لیف گیاهی و حیوانی ۱- پشم ۲- ابریشم ۳- پنبه هر سه ماده مذکور در برابر رطوبت طولانی بسیار حساس و آسیب‌پذیر است. رطوبت زیاد باعث رشد قارچها و در مقابل کاهش بیش از اندازه آن حتی موجب شکنندگی الیاف طبیعی می‌گردد. بنابراین باید از نوسانات شدید رطوبت در محل نگهداری یا استفاده قالی دستباف جلوگیری نمود. وجود حداقل ۷۵ درصد رطوبت نسبی و دمایی بالاتر از ۱۵ الی ۲۰ درجه سانتی‌گراد محیطی کاملاً مطلوب برای ایجاد عوامل مذکور است.

۳- حشرات: این گروه از حشرات را می‌توان حشرات را می‌توان حشرات کراتین خوار نام-گذاری کرد که در مقابل حشرات کراتین خوار دوگروه دیگر وجود دارند که به نسبت آسیب کمتری به فرش می‌رسانند. ۱-حشرات سلولزخوار ۲-حشرات همه خوار
در میان حشرات مضر می‌توان بید را به عنوان خطر ناک‌ترین آن‌ها بر شمرد. بیدها حشراتی هستند که دارای دگردیسی کامل هستند و عمده‌ترین مراحل رشد در دگردیسی به شکل تخم لارو شفیره پروانه کامل مرحله اصلی آسیب‌رسانی این حشرات به الیاف پروتئینی، مرحله لارو آن‌ها می‌باشد. به عقیده کارشناسان لارو از کراتین موجود در الیاف پروتئینی پشم تغذیه می‌کند و باعث از بین رفتن بخش اصلی تشکیل دهندهٔ لیف‌های پروتئینی در پشم می‌شوند. گفته می‌شود که لارو بید در طی چهار نسل قادر به نابود کردن ۴۲ کیلوگرم پشم است اما هنگامی که به پروانه تبدیل می‌شود دیگر نمی‌تواند به منسوجات خسارت خاصی وارد کند. زیرا دیگر قادر به تغذیه از طریق کراتین‌های الیاف نیست. بهترین راه مبارزه با بید نظافت و تمیز کردن قالی‌ها است. قالی‌ها را هر سه ماه یکبار باید جا به جا نمود و تمام سطوح فرش پشت و رو در معرض جریان هوا به ویژه نور آفتاب قرار داد. نور آفتاب از عوامل اصلی در مبارزه با بید است. و از آنجایی که بید در انتهای پرز قالی تخم‌گذاری می‌کند بهتر است سالی یکبار الی ۲ بار آن‌ها را به پشت خوابانده و ساعاتی در مقابل نور آفتاب قرار داد. کلیه مواردی که از آنه ا یه عنوان عوامل آسیب‌رسان زنده و غیر زنده نام برده شد تأثیر خود را عمدتاً بر روی انواع فرش دستباف می‌گذارند اما باید دانست که قبل از بافت و حتی هنگام بافت نیز ممکن است. لطمات زیادی به آن وارد شود. که در بلند مدت اثرات خود را نشان دهد به عنوان مثال پنبه و پشم یا ابریشم مورد استفاده و این که کرم ابریشم یا گوسفند عاری از هر گونه بیماری عفونی و قارچی و هورمونی باشد می‌تواند در کیفیت الیاف آن‌ها مؤثر بوده و لذا از مقاومت بیشتری در مقابل انواع آسیب‌ها برخوردار باشد. نوع رنگ‌ها وآلاینده‌های رنگدار و روش‌های استفاده از آن‌ها برای رنگرزی پشم و ابریشم می‌تواند در افزایش و کاهش طول عمر الیاف مورد استفاده در فرش تأثیر زیادی داشته باشد.

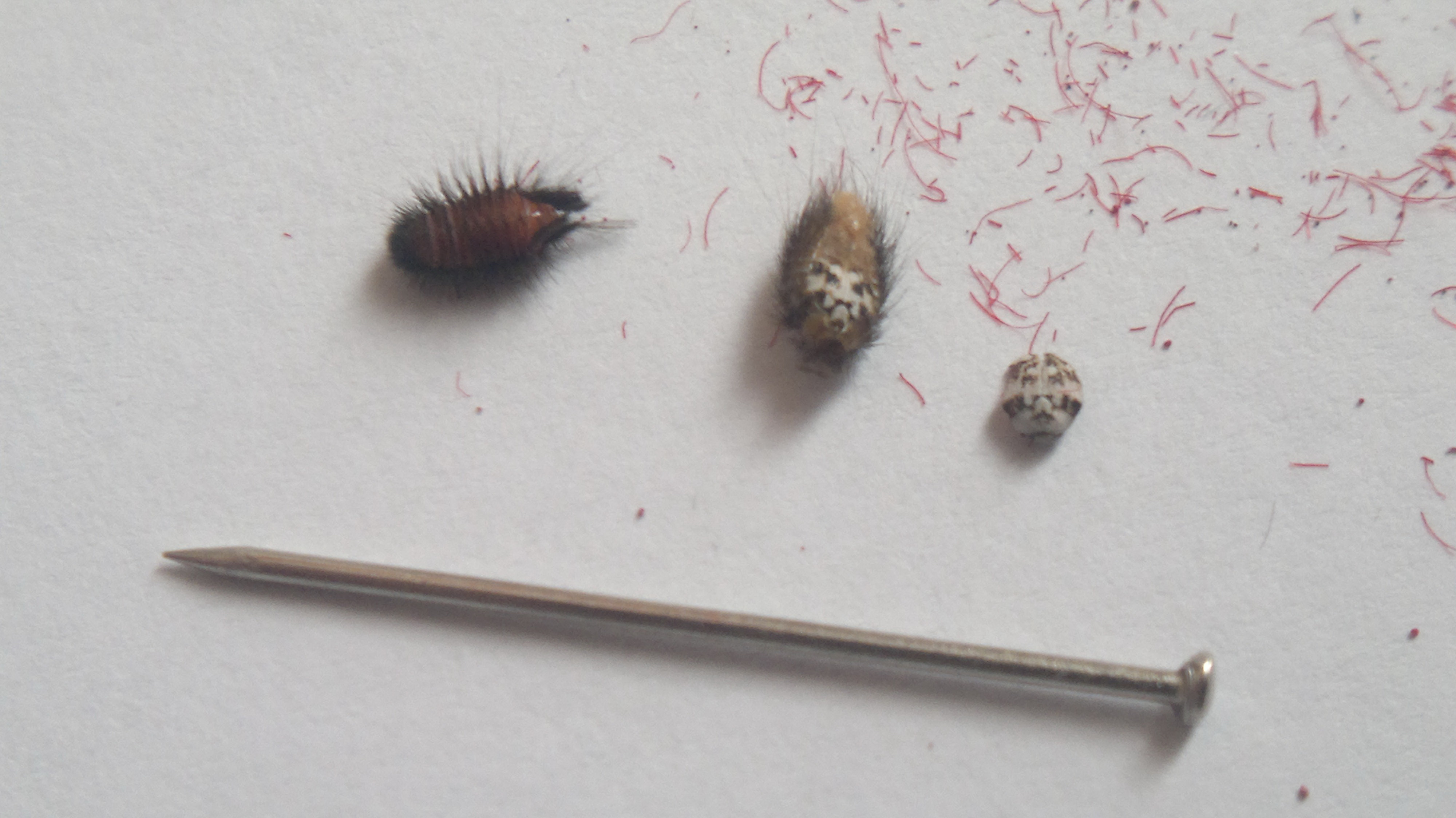

اگربعضی‌ازقالی هابه‌دلایلی لوله شوند، تامدت زیادی مورد استفاده قرارنگیرند(مانند فرش‌های موزه)، رابایدمواداستانداردشده‌ضدبیدهمراه‌کنند. سوسک سیاه‌ 
قالی ازدیگرحشرات آسیب‌رسان به فرش دستبافت است. که نام عملی آنATTAGENUSPICEUSاست. سوسک‌‌ سیاه فقط الیاف پشم راازبین می‌بردوآسیبی به تاروپوداز
پنبه نمی‌زند،این سوسک پس ازنفوذبه داخل پرزشروع به‌جویدن انتهای آن می‌کند وباعث به وجودآمدن کانال‌های درپرزقالی می‌شود. برای ازبین بردن این حشره‌وجلوگیری ازتخم گذاریش باید ازحشره کش‌های مخصوص استفاده کرد. نمونه یدیگر موریانه‌ها هستند که ازمواد سلولزی استفاده می‌کنند وباعث آسیب به الیاف سلولزی قالی می‌شود. این حشره درخاک زندگی می‌کند که باکندن حفره‌های خود را به اتاق‌های که از قالی مفروش شده می‌رساند. برای جلوگیری ازآسیب رساندن موریانه بایدازموانع فیزیکی مانند مصالح ساختمانی محکم ومقاوم(لایه‌های بتن، موزاییک‌های پهن وبزرگ)واستفاده ازموادضدموریانه‌ونظافت کف اتاق درهرچند مدتی یکبارازآسیب موریانه خاکی جلوگیری می‌کند.
انواع مختلف فرسودگی:فرسودگی درزمینه، فرسودگی لبه‌های قالی، فرسودگی درانتهای قالی
فرسودگی درزمینه:1-بلندی پرزبه‌خاطر فرسودگی تغییر می‌کند اما بافت حلقه‌ها پنهان می‌ماند. بافت حلقه هااز جلوی فرش قابل مشاهده است. ساختار فرش وتاروپودآن به‌طورکاملقابل دیدن می‌باشد. هنگامی که تاروپود زمینه قالی مشخص باشد. آن قسمت راباید دوباره بافتواگرتاروپودبافته شده دراحاطه شده باشد تعمیرقالی بایدبه انتخاب فرد تعمییرکارباشد. گره‌های جدیدکه دربالای تاروپود زمینه مشخص است را می‌توان به حلقه‌های بافته شده متصل کردویا پرز جدیدمی تواندحلقه‌های بافته شده راپنهان می‌کند. وبه این ترتیب ظاهرقالی بهتروبه حالت اولیه نزدیک می‌شود. درکل هدف یکدست کردن ظاهرقالی است. متصل کردن قسمت بافته شده به قالی طبق شرایطی ضروری می‌ باشد.1-قسمت دوباره بافته شده بایدبه نسبت کوچک باشد، پرزهای اطراف بلند باشد نه آسیب دیده وکوتاه، قسمت دو بار بافته شده درقسمت‌های رنگی قالی باشد نه در قسمت تک رنگ آن، قسمت دوباره بافته شده دررنگ‌های تیره باشد نه روشن
فرسودگی لبه ها:این نوع فرسودگی ازمتداولترین نوع آن می‌باشد. که عواملی باعث می‌شوداین‌ فرسودگی بیشترشود.